# TRNSYS
TRNSYS (abgekürzt: TRaNsient SYstems Simulation; deutsch etwa: instationäre Systemsimulation) ist ein Werkzeug zur Simulation von Anlagen und Gebäuden. Das Programm wurde 1975 an der Universität von Wisconsin zur Simulation einer Solaranlage entwickelt. Zur Programmierung wurde Fortran eingesetzt. Der modulare Aufbau der Anwendung ermöglicht die Lösung einer Vielzahl von Problemen. Neben der Simulation von Solaranlagen hat sich das Programm vor allem im Bereich von Niedrigenergiehäusern, technischen Anlagen wie Lüftungsgeräten, Wärmepumpen, Kältemaschinen und Heizungen sowie bei Blockheizkraftwerken und Brennstoffzellen etabliert.

## Anwendung

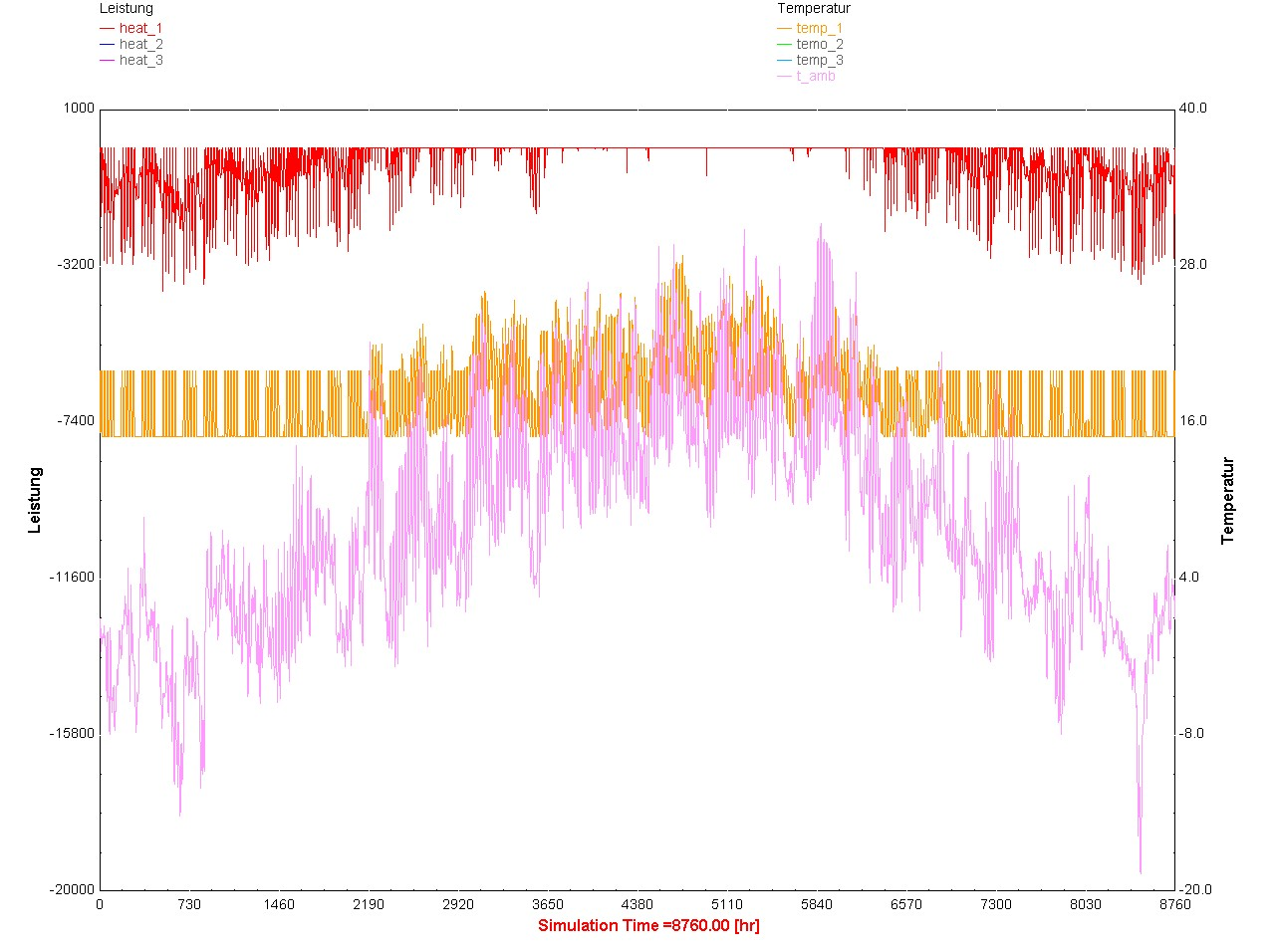
Ergebnis einer Simulation

Ein Hauptanwendungsgebiet ist die thermisch-energetische Gebäudesimulation. Nach der Eingabe der Geometrien und Randbedingungen einer oder mehrerer Gebäudezonen lässt sich mithilfe eines Wetterdatensatzes für das Gebäude eine Aussage über die Temperatur in den Zonen treffen. Dies ist aufschlussreich für die Auslegung von Sonnenschutzeinrichtungen, Fenstern oder Kühlsystemen. Die Solarenergienutzung und der Heizwärmebedarf lassen sich damit optimieren. Ferner ermöglicht die Simulation den Entwurf und die Optimierung von Regelstrategien für z. B. die Sonnenschutzsteuerung oder natürliche Nachtlüftung.
Die Ausgabe der Ergebnisse (Raumtemperaturen und Wärmebedarf) erfolgt grafisch. Diese Ergebnisse sowie Spitzen-Heiz- und Kühllasten sowie Energiebedarfe werden auch im ASCII-Format ausgegeben und können dann (z. B. mittels Tabellenkalkulation) weiterbearbeitet werden.